# آتابانک
آتابانک (انگلیسی: AtaBank) یکی از بزرگ‌ترین بانک‌های تجاری جمهوری آذربایجان است که در سال ۱۹۹۳ تأسیس شد. این شرکت تابع شرکت ATA Holding است. این بانک نخستین شعبه خود را در خارج از شهر باکو و در خاچماز در سال ۲۰۰۳ افتتاح کرد. این بانک هم‌اکنون ۱۹ شعبه و ۲ بخش در سراسر کشور دارد. گزارش‌های مالی آتابانک توسط دیلویت حسابرسی می‌شود.

در سال ۲۰۱۴، این بانک شعبه‌های جدیدی را در نفتالان و گنجه افتتاح کرد. شعبه گنجه در درون یک بیمارستان محلی جای دارد.
در سال ۲۰۱۳، سود خالص این بانک ۵.۶ میلیون منات بود. بازده سرمایه برای سال ۲۰۱۳ معادل ۱۹.۴ درصد محاسبه شد.